# Orthaea breviflora
Orthaea breviflora är en ljungväxtart som beskrevs av A. C. Smith. Orthaea breviflora ingår i släktet Orthaea och familjen ljungväxter. Inga underarter finns listade i Catalogue of Life.